# Rudki (powiat kielecki)
Rudki – osada (o charakterze osiedla miejskiego) w Polsce, w województwie świętokrzyskim, w powiecie kieleckim, w gminie Nowa Słupia.
Po wschodniej stronie wsi przepływa rzeka Pokrzywianka. Przez miejscowość przebiega droga wojewódzka nr 756. W miejscowości znajduje się kościół pod wezwaniem Matki Boskiej Częstochowskiej. W Rudkach funkcjonuje szkoła podstawowa oraz przedszkole. Dominuje tu miejska zabudowa kamienicowa i blokowa.
W latach 1954–1972 siedziba gromady Rudki. W latach 1975–1998 miejscowość należała administracyjnie do województwa kieleckiego.

## Historia górnictwa
W latach 1922–1923 po badaniach prof. Samsonowicza odkryto w Rudkach złoża pirytu. Odbudowano starą kopalnię. Przed wybuchem II wojny światowej kopalnię upaństwowiono i nazwano Państwowa Kopalnia Rudy „Staszic” w Rudkach. Kopalnię intensywnie eksploatowali hitlerowcy. Po drugiej wojnie światowej rozpoczęto rozbudowę kopalni wraz z osiedlem robotniczym.
W 1952 roku odkryto tu mineralizację uranową. Wydobycie kontrolowały Zakłady Przemysłowe „R-1". Ruda uranu była kupowana przez Zakłady R-1 i przewożona do Kowar, gdzie następowała dalsza jej przeróbka. Była to jedna z nielicznych kopalni uranu w Polsce funkcjonująca do 1972 r..
W sumie z kopalni „Staszic” w latach 1956–1967 wydobyto ok. 5 000 ton rudy uranu.

## Sport
- W miejscowości ma siedzibę klub piłkarski występujący w sezonie 2024/2025 w IV lidze, gr. świętokrzyskiej – GKS Rudki[8].